# Veijo Meri

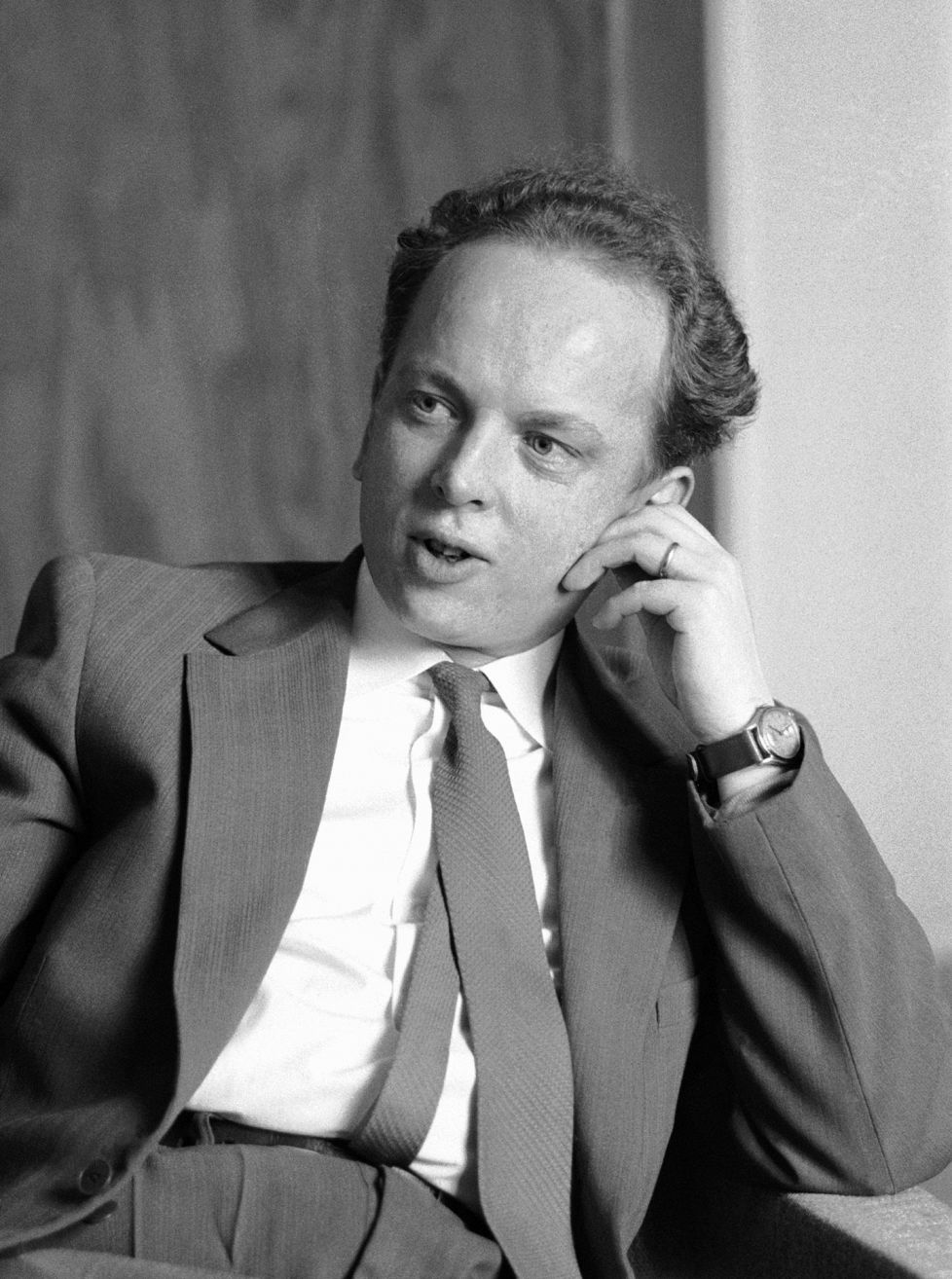
Veijo Meri (1960)

Veijo Väinö Valvo Meri (* 31. Dezember 1928 in Viipuri; † 21. Juni 2015 in Helsinki) war einer der bekanntesten finnischen Schriftsteller seiner Generation. 
Meris Arbeit ist charakterisiert durch seine ins Extreme und Absurde gehenden Romane und Erzählungen über Kriegsthemen. Im Vordergrund seiner Werke stehen Personenschilderungen. 

## Leben und Werk
Veijo Meri wurde 1928 in Viipuri (heute Wyborg in Russland) geboren. Er machte sein Abitur 1948 in Hämeenlinna, studierte Geschichte und wurde später freier Schriftsteller. Von 1975 bis 1980 war er Kunstprofessor und ab 1988 Vorsitzender der Union Finnischer Schriftsteller (Suomen Kirjallisuuden Liitto).
Sein vielseitiges Schaffen umfasst außer Romanen auch Novellen, Hörspiele, Lyrik, Essays und Forschungen. Die finnischen Übersetzungen der Testamente von François Villon, Strindbergs Meister Olavi und Shakespeares Hamlet stammen von Meri.
Am 18. Mai 1990 wurde Veijo Meri die Ehrendoktorwürde der Staatswissenschaftlichen Fakultät der Universität Helsinki verliehen. Vom finnischen Staatspräsidenten bekam er 1998 den Titel eines Akademikers verliehen. Seine Bücher sind in 21 Sprachen übersetzt worden.
Meri ist, vielleicht deutlicher als andere finnische Schriftsteller, seiner eigenen Linie treu geblieben; sein Stil und seine Struktur brachten ihn weit weg von traditionellen finnischen Prosa-Strömungen. Meris erster Roman Manillaköysi (dt. Übers. Das Manilaseil) wird manchmal mit Schwejk verglichen. Er handelt während des so genannten Fortsetzungskrieges zwischen Finnland – an der Seite des Deutschen Reichs – und der Sowjetunion. In der Rahmenhandlung schmuggelt ein Soldat Manilaseil von der Front nach Hause.

## Auszeichnungen
- 1972: Aleksis-Kivi-Preis
- 1973: Literaturpreis des Nordischen Rates
- 1998: Akademiker der Kunst

## Werke
- Manillaköysi (Das Manilaseil), Roman, 1957, erschienen im Verlag Otava, Helsinki 1962; deutsch 1966 Carl Hanser Verlag, München und 1976 'Volk und Welt Spektrum' des Verlag Volk und Welt Berlin (übersetzt von Anselm Hollo); in der Sammlung Trajekt, Klett-Cotta, Stuttgart, 1986, ISBN 3-608-95398-1
- Vuoden 1918 tapahtumat (Die Ereignisse aus dem Jahr 1918, Roman, 1960)
- Sujut, (Der Wortbruch) deutsch 1969; (Quitt) deutsch 1988, Roman, 1961, ISBN 3-608-95605-0
- Peiliin piirretty nainen, (Die Frau auf dem Spiegel), Roman, 1963, deutsch Carl Hanser Verlag, München, 1967
- Sotamies Jokisen vihkiloma, (Der Hochzeitsurlaub des Soldaten Jokinen, Drama, 1965)
- Der Töter, Erzählungen, Suhrkamp Verlag, Frankfurt am Main, 1967
- Das Garnisonsstädtchen, Berlin, 1975
- Erzählungen, Verlag Volk und Welt, Berlin, 1984
- C. G. Mannerheim – Suomen Marsalkka (C. G. Mannerheim — Marschall Finnlands, Biographie, 1988)
- Pohjantähden alla. Kirjoituksia Suomen historiasta (Unter dem Polarstern, Geschichten aus der finnischen Geschichte)